# ABS-Crew
Die ABS-Crew (teilweise auch nur ABS) ist eine deutsche Hip-Hop-Gruppe aus dem Ruhrgebiet in Nordrhein-Westfalen. Ursprünglich bestand die Gruppe aus Ercandize, Sedat und Daiker One.

## Geschichte
Der aus Wesel stammende Ercandize wandte sich ab 1993 vom Graffiti mehr und mehr dem Rappen zu. Daher gründeten er, Daiker One und Sedat die Formation ABS-Crew. Komplettiert wurde die Crew durch Short (Stefan Frings) und Discopolo (Henning Rohrich) als DJ. Zunächst in der Untergrund-Rapszene bekannt, wurden sie durch Verbindungen zum Management von Too Strong einem größeren Kreis bekannt, so dass sie 1999 einen Plattenvertrag abschließen konnten. Durch Features mit Plattenpapzt, Too Strong, RAG und Roey Marquis II. machten sie weiter auf sich aufmerksam. Im Jahr 2000 veröffentlichten sie die Musiksingle Weißt du…? mit Creutzfeld & Jakob, Onanon und Dike Uchegbu, zu der auch ein Musikvideo gedreht wurde, das in verschiedenen Sendungen der bekannten Musikfernsehsender zu sehen war.
Durch diese Bekanntheit erreichte ihr Debütalbum Kinderspiel – Leichter getan als gesagt… im Jahr 2001 Platz 46 der deutschen Albumcharts. Auf dem Album ist unter anderem Pure Doze von Too Strong in einem Feature zu hören. Durch Schwierigkeiten mit den Plattenfirmen kam es zu keinen weiteren Veröffentlichungen, auch wenn die Mitglieder weiterhin aktiv sind und teilweise gegenseitig an ihren Solo-Produktionen mitarbeiten.

## Diskografie
Alben
- 2001: Kinderspiel – Leichter getan als gesagt…

Singles
- 1999: Null-8/15 / Focus
- 2000: Weißt Du...? (feat. Creutzfeld & Jakob, Onanon & Dike Uchegbu)
- 2000: Mathematik / Klarkomm
- 2000: Schlagzeilen (Plattenpapzt feat. ABS)